# LimeWire
LimeWire foi um programa de computador de compartilhamento de arquivos baseado na rede Gnutella. O programa também tem um suporte limitado a BitTorrent. Está disponível uma versão freeware e uma versão paga com mais recursos. É um software livre, distribuído sob a licença GNU GPL. Em 28 de Outubro de 2010, foi tirado do ar devido a uma liminar na justiça norte-americana, sob a acusação de violação de direitos autorais e ação criminosa por parte dos desenvolvedores do programa e de seus usuários.
A linguagem de programação empregada no LimeWire é o Java, portanto o software torna-se capaz de funcionar em qualquer sistema operacional que possua uma "Máquina virtual Java" instalada. Para facilitar a instalação por parte de usuários leigos, os desenvolvedores criaram pacotes de instalação para Windows, Mac OS X e Linux. A versão para Windows do software, possui um instalador do Java que confere se o computador possui ou não a versão mais recente e descarrega-a se necessário.
O site do LimeWire está de volta com uma plataforma que fornece serviços de compartilhamento de arquivos, com criptografia de ponta a ponta e tecnologia de IA, permite que você carregue, manipule e compartilhe arquivos de qualquer tamanho, em qualquer dispositivo.

## Recursos
- O LimeWire usa padrões de criptografia com algoritmos SHA-1 e Tiger Tree Hash para assegurar a validade do arquivo descarregado. Embora investigadores afirmem a existência de falhas no algoritmo SHA-1, o LimeWire não utiliza SHA-1 sozinho, portanto essas falhas são praticamente inofensivas.
- Se usuário tiver o software iTunes instalado em seu computador, o LimeWire pode reproduzir as músicas baixadas directamente nele em vez do reprodutor de músicas incluído no LimeWire.
- O LimeWire permite compartilhamento da sua biblioteca por DAAP (Digital Audio Access Protocol). Assim, quando o LimeWire estiver a processar alguns arquivos compartilhados, são detectados na rede DAAP local permitida, por exemplo iTunes.
- Possui também a possibilidade de troca de aspecto (skins) por outras que podem ser baixadas na página oficial do programa ou feitas por usuários mais experientes.
- Foi o primeiro software de compartilhamento de arquivos a suportar transferência de arquivos através de um firewall, recurso implantado a partir da versão 4.2, lançada em novembro de 2004.
- LimeWire também inclui suporte a BitTorrent, mas é limitado a 3 downloads de torrents e 3 uploads de torrents.
- A partir do LimeWire 5.0, foi introduzido um mensageiro instantâneo que usa o Protocolo Jabber.

## Versões
A Lime Wire LLC, que desenvolveu o LimeWire, que distribuiu duas versões do programa: uma versão básica gratuita, e outra com mais funcionalidades, LimeWire PRO, vendida por US$21,95 com 6 meses de atualizações, e US$34,95 com 1 ano de atualizações. Esta versão promete downloads mais rápidos e resultados de busca mais completos, além de uma interface padrão modificada.
Entre outras coisas, o LimeShop monitorizava compras on-line a fim de obter comissões à Lime Wire LLC. A desinstalação do LimeWire não removia o LimeShop. Com a remoção do software na versão 3.9.4, de 20 de abril de 2004, as objecções foram terminadas.
Por ser um software de código aberto, o LimeWare deu origem a vários Forks, como o LionShare, um software experimental desenvoldido na Universidade Estadual da Pensilvânia, e o Acquisition, um cliente Gnutella baseado no Mac OS X. Pesquisadores da Universidade Cornell desenvolveram um addon chamado de Creedence, que permite usuários diferenciarem arquivos verdadeiros de suspeitos antes de baixá-los. Um relatório de 12 de outubro de 2005 declara que alguns dos contribuidores do código aberto do LimeWire ramifiram o projeto e chamaram o novo software de FrostWire. Hoje, os desenvolvedores do LimeWare já criaram um sistema de segurança que consegue detectar a maioria dos vírus nos arquivos, mas com a chegada de programas mais completos de compartilhamento, o LimeWire perdeu grande parte do público ficando mais vulnerável a esses arquivos maliciosos.

## Programas Similares
- eDonkey
- eMule
- FrostWire
- iMesh
- Kazaa
- Shareaza